# شبیشه (شیبان)
{{Infobox settlement|official_name=شبیشه|native_name=الشبیشه|settlement_type=شهر|image_skyline=|imagesize=|image_caption=|pushpin_map=Iran|mapsize=150px
ساکنان آن در گذشته از طوایف عشایر باوی فرمانبردار بودن شبیشه یا الشبیشه (shobeysheh) شهری کوچک در حومهٔ شهر اهواز از توابع شهرستان باوی واقع در استان خوزستان و در مجاورت شهر شیبان می‌باشد. شبیشه قدمتی ۸۰ تا ۱۰۰ ساله دارد و در ابتدا یک روستا در مجاورت رود کارون بوده که پس از سیل در ۶ بهمن ۱۳۴۷، اهالی آن روستا به نزدیکی جاده اهواز به شوشتر نقل مکان می‌کنند.

## جمعیت
این منطقه براساس سرشماری مرکز آمار ایران در سال ۱۳۹۵بهمراه شیبان، شهرک طالقانی و خیط الرواس، جمعیت آن ۳۶٬۳۷۴ نفر (۹٬۶۳۷خانوار) بوده‌است.